# Live in Chicago (album King Crimson)
Live in Chicago – album koncertowy King Crimson, wydany 14 października 2017 roku nakładem Discipline Global Mobile jako podwójny CD oraz w formacie digital download (21 plików FLAC).

## Historia albumu
W 2013 roku King Crimson reaktywował się, po jednej z wielu przerw na przestrzeni dekad, w niekonwencjonalnym składzie jako septet – z trzema perkusistami na pierwszym planie oraz dwoma  gitarzystami, basistą ze stickiem i instrumentalistą dętym drewnianym – na drugim. W tym składzie zespół wystąpił jesienią 2014 roku podczas trasy koncertowej, która obejmowała dwa wieczory w The Warfield w San Francisco i była na tyle tak udana, że postanowił kontynuować występy na żywo.
W 2016 roku King Crimson rozpoczął trasę koncertową po Europie jako podwójny kwartet – skład uzupełnił klawiszowiec Bill Rieflin, który powrócił z urlopu naukowego, zaś Jeremy Stacey został zatwierdzony jako stały członek – trzeci perkusista. Taki skład umożliwił zaprezentowanie coraz bardziej złożonego i atrakcyjnego materiału. 28 czerwca 2017 roku zespół wystąpił w Chicago. Koncert został zarejestrowany i wydany w formie 2 płyt CD. Większa część utworu „Lizard” została wykonywana na żywo po raz pierwszy w historii, podobnie jak „Fallen Angel” z albumu Red. Program chicagowskiego koncertu uzupełniły: „Cirkus”, tytułowy utwór z Islands, „Indiscipline”, „Neurotica” (w bardzo zróżnicowanych aranżacjach), nowy utwór „The Errors” oraz stałe punkty występów na żywo: „Starless”, „Easy Money”, „Level Five”, ulubiony przez publiczność „Heroes”, zagrany na bis i umieszczony pod koniec drugiej płyty razem z zamykającym ją evergreenem, „21st Century Schizoid Man”.
King Crimson Live in Chicago, wydany jako edycja specjalna w serii King Crimson Collectors' Club, został zapakowany w twardą okładkę w stylu książki multimedialnej z dołączoną 24-stronicową książeczką, zawierającą zdjęcia Tony’ego Levina, notki wprowadzające Roberta Frippa oraz zdjęcia i informacje produkcyjne producenta i menedżera zespołu, Davida Singletona.

## Lista utworów
Lista i informacje według Discogs:

### CD 1
| 1.  | Bellscape & Orchestral Werning (Fripp)                                  | 2:29    |
|     |                                                                         |         |
| 2.  | Larks' Tongues In Aspic, Part One (Cross, Fripp, Bruford, Wetton, Muir) | 9:27    |
|     |                                                                         |         |
| 3.  | Neurotica (Belew, Fripp, Levin, Bruford)                                | 4:54    |
|     |                                                                         |         |
| 4.  | The Errors (Jakszyk, Fripp, Harrison)                                   | 4:54    |
|     |                                                                         |         |
| 5.  | Circus (Fripp, Sinfield)                                                | 7:31    |
|     |                                                                         |         |
| 6.  | The Lizard Suite (Fripp, Sinfield)                                      | 11:21   |
|     |                                                                         |         |
| 7.  | Fallen Angel (Fripp, Wetton, Palmer-James)                              | 6:01    |
|     |                                                                         |         |
| 8.  | Larks' Tongues In Aspic, Part Two (Fripp)                               | 7:08    |
|     |                                                                         |         |
| 9.  | Islands (Fripp, Sinfield)                                               | 9:50    |
|     |                                                                         |         |
| 10. | Pictures Of A City (Fripp, Sinfield)                                    | 9:59    |
|     |                                                                         |         |
|     |                                                                         | 1:13:34 |
|     |                                                                         |         |

### CD 2
| 1.  | Indiscipline (Belew, Fripp, Levin, Bruford)                        | 8:01    |
|     |                                                                    |         |
| 2.  | The ConstruKction Of Light (Belew, Fripp, Gunn, Mastelotto)        | 6:20    |
|     |                                                                    |         |
| 3.  | Easy Money (Fripp, Wetton, Palmer-James)                           | 9:34    |
|     |                                                                    |         |
| 4.  | The Letters (Fripp, Sinfield)                                      | 6:37    |
|     |                                                                    |         |
| 5.  | Interlude (Fripp)                                                  | 2:29    |
|     |                                                                    |         |
| 6.  | Meltdown (Jakszyk, Fripp)                                          | 4:22    |
|     |                                                                    |         |
| 7.  | Radical Action II (Fripp)                                          | 2:28    |
|     |                                                                    |         |
| 8.  | Level Five (Fripp, Gunn, Mastelotto)                               | 7:03    |
|     |                                                                    |         |
| 9.  | Starless (Cross, Fripp, Wetton, Bruford, Palmer-James)             | 14:55   |
|     |                                                                    |         |
| 10. | Heroes (Bowie, Eno)                                                | 4:27    |
|     |                                                                    |         |
| 11. | 21st Century Schizoid Man (Fripp, McDonald, Lake, Giles, Sinfield) | 15:55   |
|     |                                                                    |         |
|     |                                                                    | 1:22:11 |
|     |                                                                    |         |

### Muzycy
- Mel Collins – saksofony i flety
- Robert Fripp – gitary i instrumenty klawiszowe
- Gavin Harrison – perkusja
- Jakko Jakszyk – gitara, flet, śpiew
- Tony Levin – gitary basowe, Chapman stick, śpiew
- Pat Mastelotto – perkusja
- Bill Rieflin – instrumenty klawiszowe
- Jeremy Stacey – perkusja, instrumenty klawiszowe

### Personel techniczny
- David Singleton – kierownictwo
- Dave Salt – kierownik trasy koncertowej
- Renee Adams – asystent produkcyjny
- Jason Birnie – menedżer sceniczny, technik (perkusja)
- Chris Porter – inżynier dźwięku
- Russ Wilson – inżynier ds. Monitorów
- John Armitage – gitary
- Biff Blumfumgagnge – saksofony i flety
- Michele Russotto – gitara basowa, perkusja
- Adrian Holmes – merchandising
- David Taylor – technik audio, kamery
- Iona Singleton – Royal Package

## Odbiór

### Opinie krytyków
| Recenzje           | Recenzje |
| Publikacja         | Ocena    |
| ------------------ | -------- |
| Album of the Year  | 80/100   |
| All About Jazz     | [ 3 ]    |
| Classic Rock       | [ 6 ]    |
| Prog Archives      | 4.52/5.0 |
| The Spill Magazine | [ 8 ]    |

John Kelman z magazynu All About Jazz ocenił wysoko album dając mu cztery i pół gwiazdki (na pięć). Nazwał ponowne interpretacje starszych nagrań zespołu „ognistymi”, niemożliwymi – jego zdaniem – do wykonania przez wcześniejsze, mniejsze składy, zaś cały Live in Chicago, June 28th, 2017 „kolejnym doskonałym wejściem w serii świetnych nagrań na żywo”. Wyraził też przekonanie, że nawet ci, którzy już mieli okazję zobaczyć zespół wielokrotnie od 2014 roku, będą mieli wystarczający powód, aby zainteresować się tym albumem. „I choć ta muzyka jest złożona, to jest wypełniona tym rodzajem człowieczeństwa, które sprawia, że Live in Chicago jest zarówno ekscytujący w słuchaniu, jak i wymagający wysiłku intelektualnego”.
Chris Roberts z magazynu Classic Rock ocenił, że charakterystyczne, zapadające w pamięć, niemal metalowe riffy są kamieniami milowymi wśród eksperymentów [King Crimson]. Jak to określił sam zespół, „był to koncert, w którym rozgorzał ogień Chicago”.
Aaron Badgley z The Spill Magazine jest przekonany, że Live in Chicago, June 28th, 2017 to „doskonały album koncertowy i nie czuję potrzeby odgrzebywania wersji studyjnych podczas słuchania tego dwupłytowego zestawu. To niemal jak zupełnie nowy album King Crimson. To doskonały album koncertowy i przykład tego, jak dobre mogą być albumy koncertowe”.